# Anthospermum usambarense
Anthospermum usambarense är en måreväxtart som beskrevs av Karl Moritz Schumann. Anthospermum usambarense ingår i släktet Anthospermum och familjen måreväxter. Inga underarter finns listade i Catalogue of Life.